# Nyctemera maculata
Nyctemera maculata là một loài bướm đêm thuộc phân họ Arctiinae, họ Erebidae.